# Emil Wcela
Emil Aloysius Wcela (ur. 1 maja 1931 w Bay Shore, Nowy Jork, zm. 21 maja 2022 w Ronkonkoma, Nowy Jork) – amerykański duchowny katolicki, biskup pomocniczy Rockville Centre w latach 1988-2007.

## Życiorys
Święcenia kapłańskie otrzymał 2 czerwca 1956 i inkardynowany został do diecezji Brooklyn.
21 października 1988 papież Jan Paweł II mianował go biskupem pomocniczym Rockville Centre ze stolicą tytularną Filaca. Sakry udzielił mu bp John Raymond McGann. Na emeryturę przeszedł 3 kwietnia 2007. Zmarł 21 maja 2022 w Ronkonkoma.